# الذراع (حريب)

تعديل مصدري - تعديل

الذراع هي إحدى قرى عزلة ال أبو طهيف بمديرية حريب التابعة لمحافظة مأرب، بلغ تعداد سكانها 349 نسمة حسب تعداد اليمن لعام 2004.